# Villars-le-Sec
Villars-le-Sec är en kommun i departementet Territoire de Belfort i regionen Bourgogne-Franche-Comté i östra Frankrike. Kommunen ligger i kantonen Beaucourt som tillhör arrondissementet Belfort. År 2022 hade Villars-le-Sec 178 invånare.

## Befolkningsutveckling
Antalet invånare i kommunen Villars-le-Sec
| Referens: INSEE |